# One-Timer

In dieser Darstellung ist zu sehen, wie das blaue Team ein One-Timer-Tor erzielt

Ein One-Timer ist ein Schuss im Eishockey, der vorliegt, wenn ein Spieler den Pass eines Teamkollegen mit einem sofortigen Schlag trifft, ohne zu versuchen, den Puck mit seinem Stock zu kontrollieren. Ein effektiver One-Timer erfordert ein gutes Timing seitens beider beteiligter Spieler, insbesondere des Schützen. Der größte Vorteil des One-Timers liegt in der Unberechenbarkeit und Überraschung des Schusses, durch den Überraschungsmoment ermöglicht. Die häufigste Form des One-Timers ist beim Schlagschuss zu sehen.
Der Begriff kommt vom Englischen, „One-Timer“ für „Einmaliger“, da der Puck beim One-Timer nur einmal berührt wird.
Die wichtigsten Vorteile des One-Timers sind:
1. Der offene Torwinkel, der durch den schnellen Seitenwechsel entsteht.
2. Der schnelle Richtungswechsel und das damit zusammenhängende kreieren von offenen Flächen
3. Die hohe Schussgeschwindigkeit

Umso größer der offene Torwinkel und die Schussgeschwindigkeit ist, umso wahrscheinlicher ist ein Tor. Deshalb werden One-Timer in der Regel frontal aufs Tor abgegeben. Der One-Timer gilt als der erfolgreichste Schusstyp im Eishockey.